# 巴黎–鲁昂赛

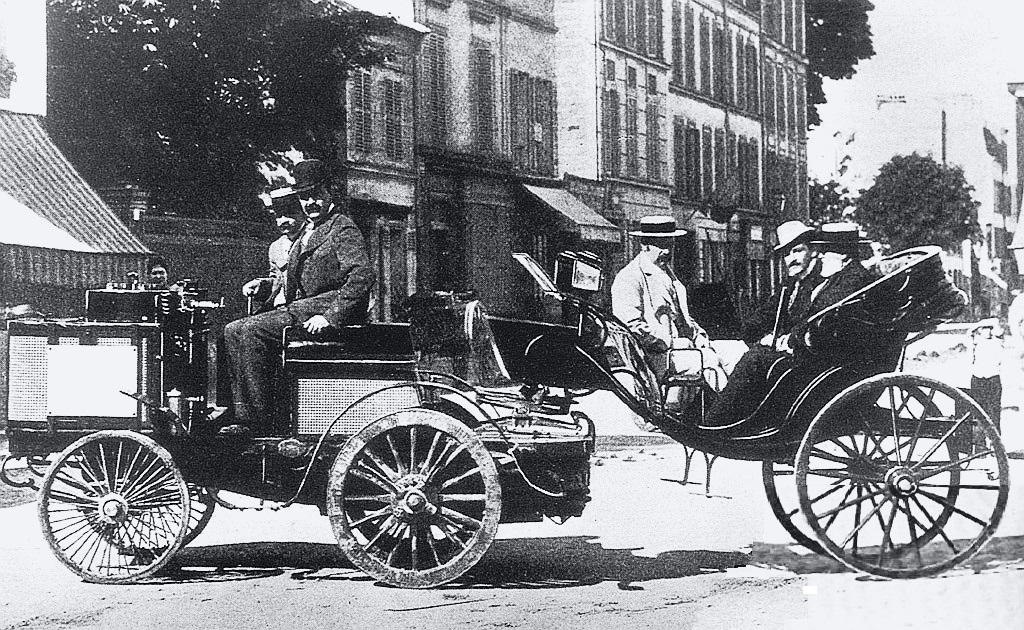
迪翁伯爵，艾蒂安·范泽伊伦·范尼埃弗尔特-罗斯柴尔德，以及作家埃米尔·德里昂

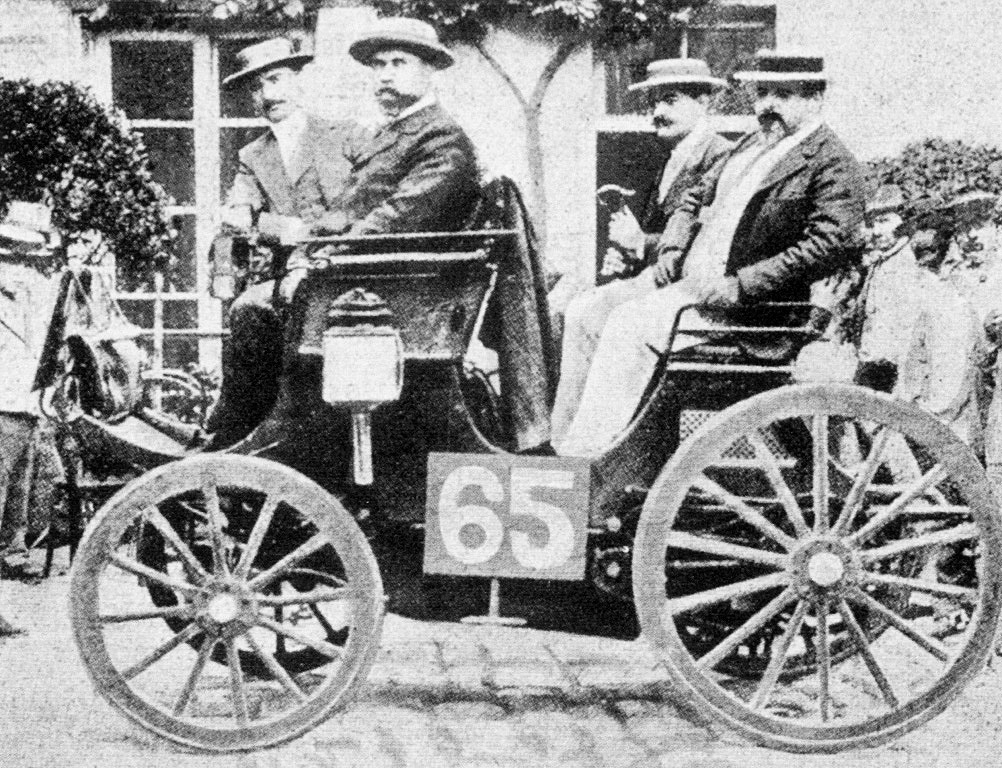
阿尔贝·勒迈特。车轮和自行车生产者阿道夫·克莱芒-巴亚尔是前座乘客

巴黎–鲁昂赛或《小日报》无马车比赛，是1894年的一场开创性的城至城的赛车比赛，有时被认为是世界上第一场竞技性赛车比赛。
比赛由《小日报》组织，于1894年7月22日从法国巴黎开往鲁昂。之前还举行了为期四天的车辆展览和资格赛，吸引了大量的兴奋的观众。八场50（31英里）的资格赛在布洛涅林苑附近开始，在巴黎周围交织的路线上进行，为126（78英里）的主赛事选拔参赛者。
第一个穿过鲁昂的终点线的车手是“迪翁伯爵”，但他没有赢得主要奖项，由于他的蒸汽车需要加煤，因此没有资格。最快的汽油动力汽车是由阿尔贝·勒迈特驾驶的3匹馬力（2.2千瓦特；3.0匹公制馬力）标致汽车。颁给“其汽车最接近理想典范的竞争者”的一等奖是5000法郎的《小日报》奖，由制造商庞阿尔-勒瓦索和珀若兄弟的孩子们平分，他们的汽车是“易于使用”的。

## 1894年，巴黎到鲁昂

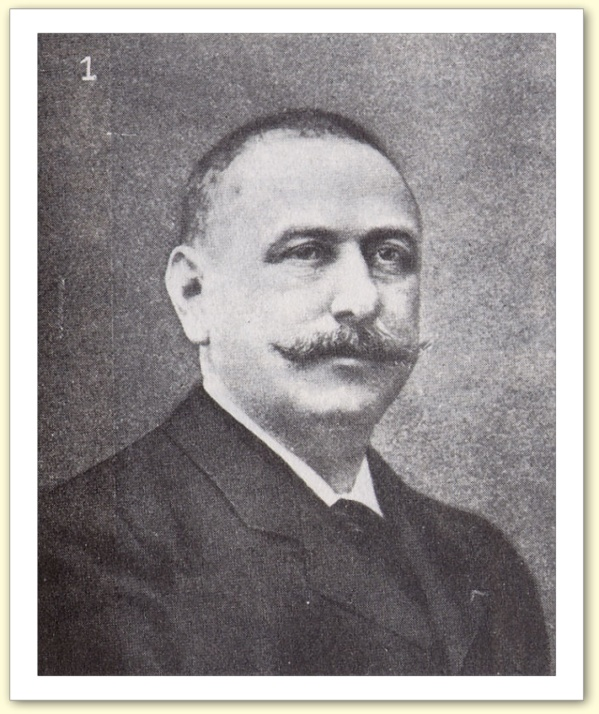
皮埃尔·吉法尔

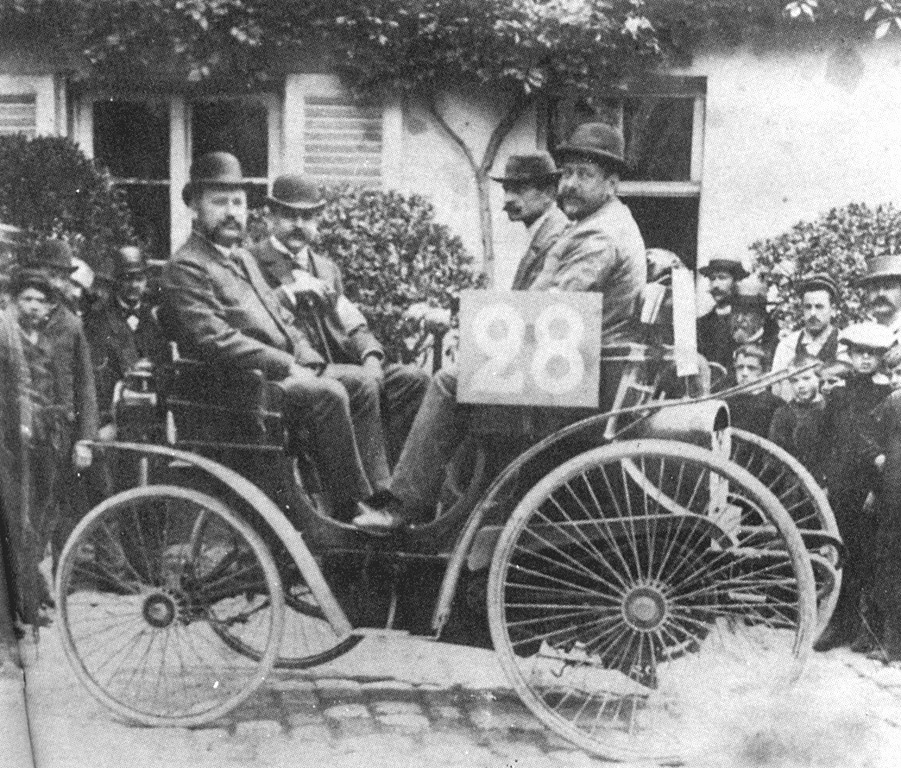
奥古斯特·多里奥

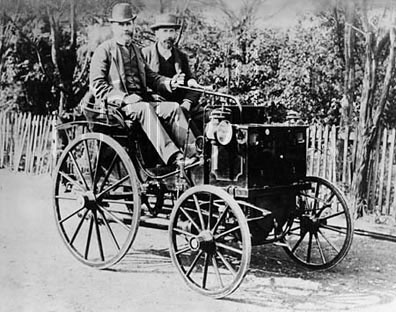
庞阿尔-勒瓦索 (1890–1895)，与伊波利特·庞阿尔的四座车类似

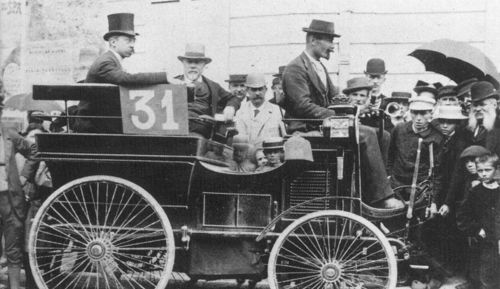
埃米尔·克拉厄特勒

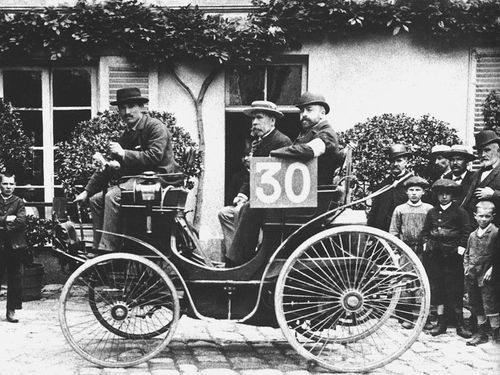
格拉蒂安·米肖

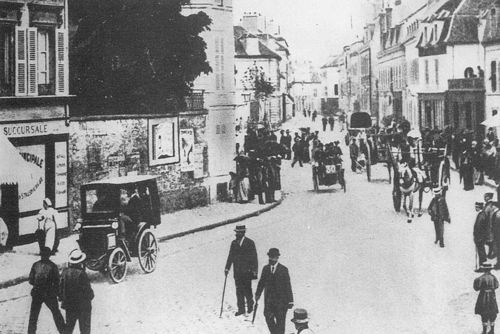
米肖穿过芒特拉若利的一条繁忙街道，在马匹和行人之间比赛

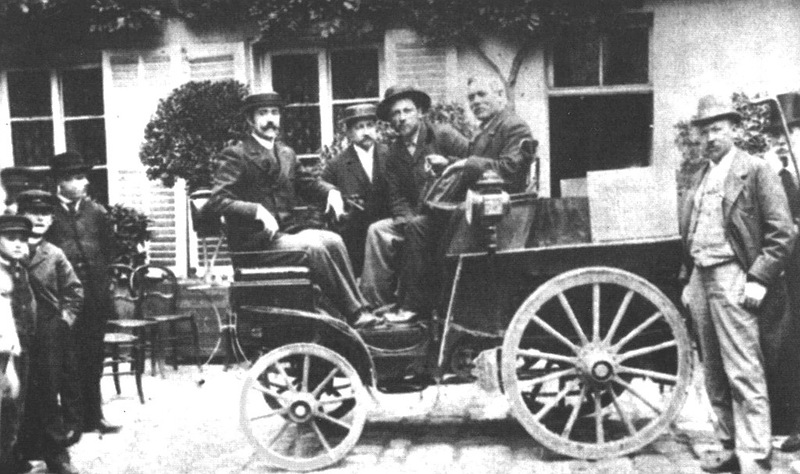
塞波莱44号蒸汽车退赛（左起第三个是莱昂·塞波莱）

### 组织
1894年，《小日报》的编辑皮埃尔·吉法尔组织了从巴黎到鲁昂的世界第一场汽车比赛，以此来推广他的报纸，激发对汽车的兴趣，并发展法国汽车制造业。体育赛事是一种久经考验的宣传噱头。该报将其宣传为“《小日报》无马车比赛”，参赛车辆应是“在旅途中不危险、易于驾驶、价格便宜”的。主要奖项是颁发给“其汽车最接近理想典范的竞争者”的。“易于驾驶”这一条件有效地排除了任何需要随行技师或技术助手（如加煤工）的车辆。
《小日报》宣布奖金总额为10000金法郎，其中第一名5000，第二名2000，第三名1500，第四名1000，第五名500。主要奖项颁给第一个穿过鲁昂终点线的合格车辆。

### 参赛者
102人支付了10法郎的参赛费。参赛者们既有来自标致、庞阿尔、德迪翁-布东、塞波莱等制造商的，也有业余车主和“过于雄心勃勃的概念”。7月18日，78名参赛者没有参加资格赛，其中25个参赛车辆使用了不常见的奇异科技，包括9个“重力”9个；“压缩空气”5个；“自动”3个；电动3个；燃气3个；水力2个；液体，踏板，螺旋桨和控制杆。此外，19个汽油动力的设计和26个蒸汽动力车、四轮车和三轮车没有出现在资格赛中。

### 资格赛
资格赛于1894年7月19日至21日举行，此前还于7月18日在塞纳河畔讷伊举行了26辆汽车的公开展览。记者报道称整条路线上聚集了大量兴奋的人群，在瓦兹河畔普雷西他们穿过一个凯旋门而结束。7月19日，26辆车排在马约大街一侧，延伸至布洛涅林苑，每辆车相隔10米，直到上午8点，第一辆车开出，之后的其他车辆每隔15秒钟开出。这场50公里的资格赛需要在三小时内完成，才有资格参加从巴黎到鲁昂126公里的正式比赛。最终有21辆车取得了参赛资格。
资格赛被用作这项赛事和报纸的主要宣传工具。22辆车分为五组，完成了巴黎和芒特拉若利、圣日耳曼昂莱堡、塞纳河畔弗兰、普瓦西、塞纳河畔特列勒、朗布依埃，凡尔赛、伊夫林地区当皮埃尔、科尔贝伊-埃松、帕莱索、瓦兹河畔普雷西、热讷维利耶和利勒亚当等周边地区的复杂交错的线路。各组经过精心平衡，以确保每组都包括汽油车和蒸汽车，一辆标致，一辆庞阿尔-勒瓦索，以及不同的座位。《小日报》在活动当天上午仍然期待勒穆瓦涅和他重力驱动的车辆参加，尽管他被列为第五组的额外成员。
7月19日星期四从马约门出发的小组有：
- 路线一：巴黎到芒特拉若利，途径圣日耳曼昂莱堡和塞纳河畔弗兰
  - 3号德迪翁-布东公司，旅行车（英语：Brake (carriage)），六座，蒸汽。 – 不合格
  - 13号庞阿尔-勒瓦索，四座，汽油。 – 合格
  - 21号勒塔尔，四座，蒸汽。 – 不合格
  - 30号珀若兄弟的孩子们，三座，汽油 – 合格
- 路线二：巴黎到芒特拉若利，途径普瓦西和塞纳河畔特列勒
  - 10号斯科特，八到十座，蒸汽 – 合格
  - 15号庞阿尔-勒瓦索，两座，汽油 – 合格
  - 25号科卡特里克斯，四座，蒸汽 – 合格
  - 28号珀若兄弟的孩子们，四座，汽油 – 合格
  - 44号德普朗迪耶尔，六座，塞波莱系统和汽油结合  – 合格

（注释：《小日报》中没有写路线三，可能是印刷错误或计划改变）
- 路线四：巴黎到朗布依埃，途径凡尔赛和伊夫林地区当皮埃尔
  - 7号戈蒂埃，四座，汽油 – 合格
  - 18号阿奇迪肯，六或七座，蒸汽 – 合格
  - 19号勒布朗，八到十座，蒸汽 – 合格
  - 42号勒布兰，四座，汽油 – 合格
- 路线五：巴黎到科尔贝-埃索讷，途径凡尔赛和帕莱索
  - 3号德迪翁，维多利亚，四人，蒸汽 – 合格
  - 16号康坦，六座，汽油 – 不合格
  - 27号珀若兄弟的孩子们，两座，汽油 – 合格
  - 29号珀若兄弟的孩子们，四座，汽油 – 不合格
  - 40号勒穆瓦涅，四座，“重力驱动” – 未参加或被淘汰

- 路线六：巴黎到瓦兹河畔普雷西，途径热讷维利耶和利勒亚当
  - 12号唐廷，四座，汽油 – 不合格
  - 14号庞阿尔-勒瓦索，四座，（新型）汽油 – 合格
  - 24号阿尔弗雷德·瓦舍龙，两座，汽油 – 21日前不合格
  - 31号珀若兄弟的孩子们，旅行车（英语：Brake (carriage)），五座，汽油 – 合格

7月20日星期五，第二场资格赛分别在两条路线上进行。
- 路线一：巴黎到芒特拉若利，途径伯宗、乌耶 (伊夫林省)和迈松拉菲特
  - 44号德普朗迪耶尔，六座，塞波莱系统和汽油结合 – 合格
  - 60号勒布朗，塞波莱，九座，蒸汽 – 合格
  - 64号埃米尔·马亚德（英语：Émile Mayade），庞阿尔-勒瓦索，四座，汽油 – 合格
  - 65号阿尔贝·勒迈特，珀若兄弟的孩子们，四座，汽油 – 合格
- 路线二：巴黎到科尔贝-埃索讷
  - 61号罗歇·德蒙泰，德蒙泰，两座三轮车，汽油 – 合格
  - 85号埃米尔·罗歇，奔驰，两座，汽油 – 合格

7月21日星期六，第三场资格赛是从巴黎到普瓦西。
- - 53号德布尔蒙，四座，汽油 – 合格
  - 24号阿尔弗雷德·瓦舍龙，两座，汽油 – 合格

### 正式比赛
7月22日上午8点，21名取得参赛资格的车手从马约门出发，途径布洛涅林苑、塞纳河畔讷伊、库尔贝瓦、楠泰尔、沙图、勒佩克、普瓦西、塞纳河畔特列勒、塞纳河畔沃和伊夫林地区默朗，到芒特停下来从中午12点到下午1点半吃午餐，然后他们再次出发前往韦尔农、加永，蓬德拉尔什以及鲁昂的练兵场。
迪翁伯爵以6小时48分钟的速度率先进入鲁昂，平均时速为19每小時（12英里每小時）。他领先阿尔贝·勒迈特（标致）3分30秒、奥古斯特·多里奥（标致）16分30秒、伊波利特·庞阿尔（庞阿尔）33分30秒以及埃米尔·勒瓦索尔（庞阿尔）55分30秒。获胜者的平均速度为17每小時（11英里每小時）。

### 奖项
《小日报》于7月24日宣布了获奖名单：
- 一等奖，“小日报奖”，授予“其车辆最接近理想典范的参赛者”（5000法郎），由庞阿尔-勒瓦索和“珀若兄弟的孩子们”平分。
- 二等奖，“马里诺尼奖”（2000法郎)，授予德迪翁-布东公司，因为他们的“有趣的蒸汽车就像马车一样工作，同时能提供绝对的速度和上坡时的动力。”
- 三等奖，“马里诺尼奖”（1500法郎）授予莫里斯·勒布朗，因为他的9座车辆由“塞波莱系统”提供动力。
- 四等奖，“马里诺尼奖”（1000法郎）由两个制造商分享，分别是阿尔弗雷德·瓦舍龙（24号）和勒布兰（42号）。
- 五等奖，“马里诺尼奖”（500法郎）授予罗歇（85号）。

## 比赛结果
| 总排名 | 编号 | 车手/参赛者                            | 制造商          | 动力 | 人数 | 总用时                     | 到芒特时的排名 | 巴黎到芒特的用时 大约50千米 | 芒特到鲁昂的用时 大约80千米 |
| ------ | ---- | -------------------------------------- | --------------- | ---- | ---- | -------------------------- | -------------- | --------------------------- | --------------------------- |
| 1      | 4    | 朱尔-阿尔贝，迪翁伯爵，布东            | 德迪翁-布东     | 蒸汽 | 4    | 6小时48分0秒 或 5小时40分  | 2              | 2小时38分                   | 4小时10分                   |
| 2      | 65   | 阿尔贝·勒迈特 – “珀若兄弟的孩子们”     | 标致            | 汽油 | 4    | 6小时51分30秒 或 5小时45分 | 1              | 2小时36分                   | 4小时15分                   |
| 3      | 28   | 奥古斯特·多里奥 – “珀若兄弟的孩子们”   | 标致            | 汽油 | 4    | 7小时4分30秒 或 5小时50分  | 4              | 2小时44分                   | 4小时20分                   |
| 4      | 13   | 伊波利特·庞阿尔 – 庞阿尔-勒瓦索        | 庞阿尔-勒瓦索   | 汽油 | 4    | 7小时21分30秒 或 6小时3分  | 5              | 2小时48分                   | 4小时33分                   |
| 5或7   | 15   | 埃米尔·勒瓦索尔 – 庞阿尔-勒瓦索        | 庞阿尔-勒瓦索   | 汽油 | 2    | 7小时43分30秒 或 6小时30分 | 3              | 2小时43分                   | 5小时0分                    |
| 6或5   | 31   | 埃米尔·克拉厄特勒 – “珀若兄弟的孩子们” | 标致            | 汽油 | 4    | 7小时46分30秒 或 6小时7分  | 10             | 3小时9分                    | 4小时37分                   |
| 7或8   | 64   | 埃米尔·马亚德                          | 庞阿尔-勒瓦索   | 汽油 | 4    | 8小时9分0秒 或 6小时49分   | 6              | 2小时50分                   | 5小时19分                   |
| 8或6   | 42   | A·勒布兰                               | 勒布兰          | 汽油 | 4    | 8小时12分0秒 或 6小时24分  | 13             | 3小时18分                   | 4小时54分                   |
| 9或10  | 30   | 格拉蒂安·米肖 – “珀若兄弟的孩子们”     | 标致            | 汽油 | 3    | 8小时25分0秒 或 7小时2分   | 7              | 2小时53分                   | 5小时32分                   |
| 10或13 | 14   | “迪布瓦” – 庞阿尔-勒瓦索               | 庞阿尔-勒瓦索   | 汽油 | 4    | 8小时38分0秒 或 7小时10分  | 8              | 2小时58分                   | 5小时40分                   |
| 11或12 | 27   | 路易·里古洛 – “珀若兄弟的孩子们”       | 标致Type 5      | 汽油 | 2    | 8小时41分0秒 或 7小时5分   | 12             | 3小时16分                   | 5小时35分                   |
| 12或11 | 24   | 阿尔弗雷德·瓦舍龙                      | 瓦舍龙 / 庞阿尔 | 汽油 | 2    | 8小时42分30秒 或 7小时3分  | 11             | 3小时9分                    | 5小时33分                   |
| 13或9  | 53   | “德布尔蒙”                             | 德布尔蒙        | 汽油 | 4    | 8小时51分0秒 或 7小时1分   | 15             | 3小时21分                   | 5小时31分                   |
| 14     | 85   | 埃米尔·罗歇                            | 奔驰            | 汽油 |      | 10小时1分0秒 或 8小时9分   | 16             | 3小时22分                   | 6小时39分                   |
| 15     | 60   | 莫里斯·勒布朗                          | 塞波莱          | 蒸汽 | 8    | 10小时43分0秒 或 8小时50分 | 17             | 3小时23分                   | 7小时20分                   |
| 16     | 7    | 皮埃尔·戈蒂埃                          | 戈蒂埃–韦莱     | 汽油 | 4    | 12小时24分30秒             | 19             | 4小时17分                   | 8小时7分                    |
| 17     | 18   | 埃内斯特·阿奇迪肯                      | 塞波莱          | 蒸汽 | 6    | 13小时0分0秒               | 14             | 3小时20分                   | 9小时40分                   |
| 停止   | 44   | “德普朗迪耶雷”                         | 塞波莱          | 蒸汽 | 4    | 楠泰尔 – 车轮破损          |                | 退赛                        | 出局                        |
| 停止   | 19   | 艾蒂安·勒布朗                          | 塞波莱          | 蒸汽 | 10   | 发动机故障                 | 20             | 4小时39分                   | 退赛                        |
| 停止   | 10   | “J·斯科特”                             | 斯科特          | 蒸汽 | 8    | 发动机故障                 | 9              | 3小时8分                    | 退赛                        |
| 停止   | 61   | 罗歇·德蒙泰                            | 德蒙泰          | 汽油 |      | 2                          | 18             | 4小时0分                    | 退赛                        |

表格来源：